# Avellaneda Blues
«Avellaneda Blues» es una canción del grupo de rock argentino Manal. Es la quinta canción de su homónimo álbum editado en 1970.
Es considerada la canción inicial del blues en castellano. La obra evoca imágenes de un amanecer melancólico en Avellaneda, un suburbio portuario e industrial de Buenos Aires.

## Composición
La composición de "Avellaneda Blues" comenzó un día cuando Claudio Gabis y Luis Gambolini se encontraban caminado por las vías de Avellaneda y Gerli. Inspirado por el paseo, Gabis compuso una secuencia armónica y un borrador inicial de la letra de la futura canción. Pocos días después, en la fiesta organizada por Piri Lugones donde el grupo conoció a sus productores Jorge Álvarez y Pedro Pujo, Gabis le enseñó esos acordes y el borrador a Javier Martínez, quién compuso la lírica definitiva. El grupo le cantó este tema a Álvarez, quién quedó impresionado por la misma, convenciendose de que tenía que producir al grupo.
Se trata de una forma de blues con numerosos acordes de paso, una resolución que sustituye el acorde dominante por una cadencia que desciende hacia la tónica (acordes bIII / II-7 / I) y una coda que se repite al final de cada verso (acordes I / II-7). La armonía y el arreglo son afines al jazz, con la batería llevando la base muy libre, la línea de bajo walking, y la sonoridad de la guitarra limpia, como corresponde a ese género.
Sergio Pujol comenta en su libro Canciones argentinas:

La melodía de 'Avellaneda Blues' prácticamente no existe, es apenas un cauce musical concebido por Martínez mientras lee en voz alta su propia letra.
Sergio Pujol.

## Grabación

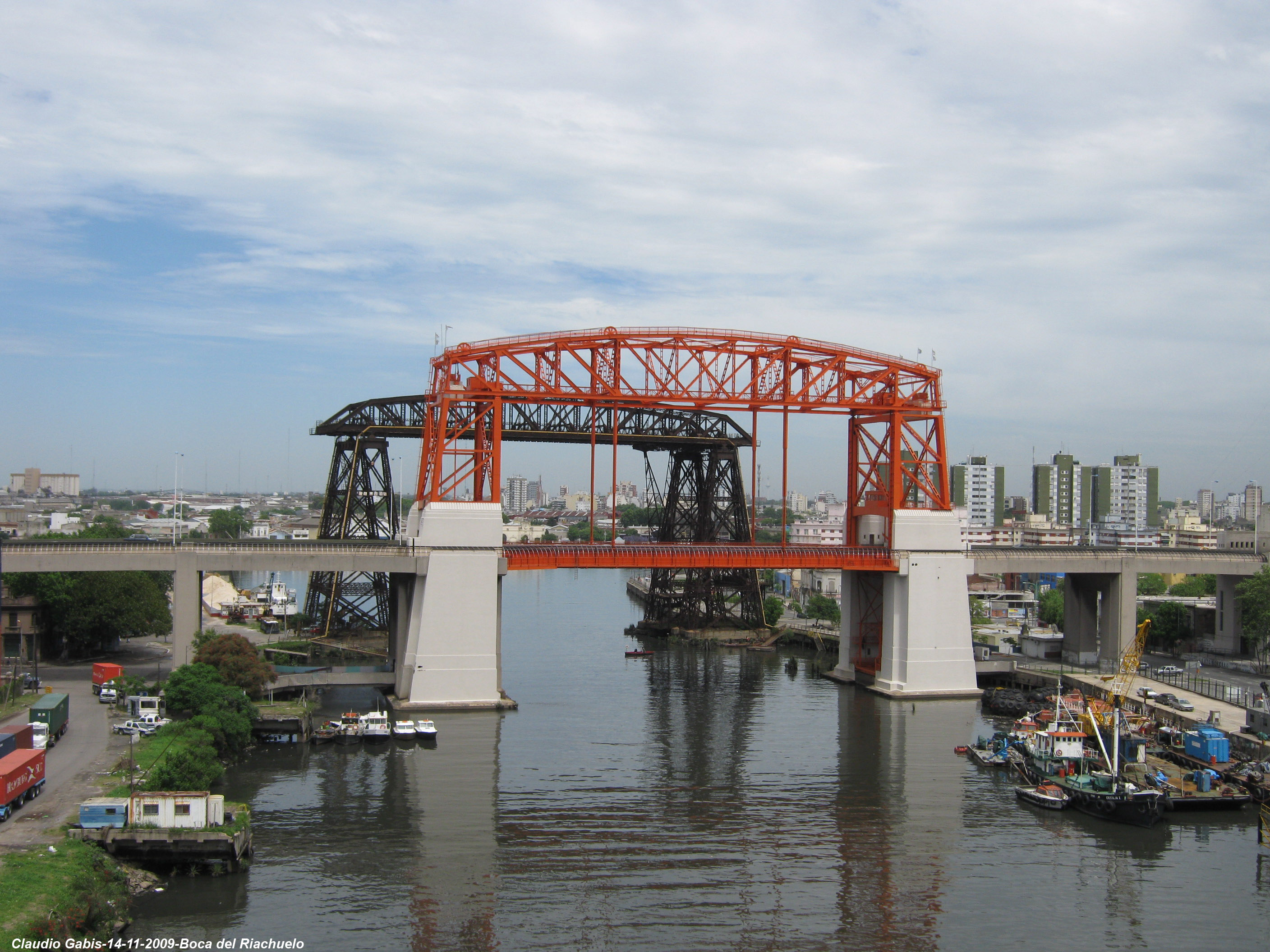
Puentes de la ciudad de Avellaneda, tanto la lírica como la música, encarnan los aires de ese suburbio portuario.

Al igual que las otras canciones del álbum Manal, "Avellaneda Blues" se grabó en 1970 en los Estudios TNT, ubicados en la calle Moreno casi Avenida 9 de julio. El técnico de grabación fue Tim Croatto, exmiembro de Los TNT. La grabación de la canción contó con: Javier Martínez en batería y voz, Claudio Gabis en guitarra eléctrica y piano, y Alejandro Medina en bajo eléctrico.

## Publicaciones
"Avellaneda Blues" fue publicada en el aclamado álbum Manal de 1970, poco después apareció como canción apertura del álbum doble compilatorio Manal de 1973. Al ser un clásico de sus actuaciones en vivo, fue registrada varias veces de sus conciertos. La primera sería de Manal en Obras de 1982, luego en Manal en vivo de 1994 y en En vivo en el Roxy de 1995, pero aquella última versión sin Claudio Gabis, en 2016 en Vivo en Red House, grabada en 2014.
Gabis suele incluir "Avellaneda Blues" en su "Trilogía de Barracas al Sur" junto a "Boogie de los siete puentes" y "Tema de la ribera Sur" como un homenaje a la ciudad de Avellaneda.

## Legado
El término "Avellaneda Blues" es frecuentemente usado por medios de prensa para referirse al partido.
En el 2015 se realizó una serie de conciertos llamados "Avellaneda Blues", en el reestaurado Teatro Roma de la ciudad.
En la lista de las "100 mejores canciones del rock argentino", por el sitio web rock.com.ar, "Avellaneda Blues" se situá en el puesto n.º 18.
El músico Luis Alberto Spinetta ha comentado:

[Avellaneda Blues] Ah, bueno, esa es poesía. Sus letras han influido mucho, porque era una poesía urbana, simple, que no tenía "astronaves de sal y álamos de gas", como pasaba con las letras de Almendra, que eran todas cosas surrealistas [...] En cambio, en Manal es "Una casa con diez pinos", por ejemplo. Es un resumen, una pequeña novela con seis frases, y es contundente. Son las mejores letras que hay. No quiero herir ninguna suceptibilidad, pero es lo que pienso.

## Créditos
Manal
- Javier Martínez: voz y batería
- Claudio Gabis: guitarra eléctrica y piano
- Alejandro Medina: bajo eléctrico

Otros
- Jorge Álvarez y Pedro Pujo: productores
- Salvador y Tim Croatto: técnicos en grabación